# Phaonia brendana
Phaonia brendana är en tvåvingeart som beskrevs av Adrian C. Pont 1976. Phaonia brendana ingår i släktet Phaonia och familjen husflugor. Inga underarter finns listade i Catalogue of Life.